# Pinterville
Pinterville är en kommun i departementet Eure i regionen Normandie i norra Frankrike. Kommunen ligger i kantonen Louviers-Sud som tillhör arrondissementet Les Andelys. År 2022 hade Pinterville 805 invånare.

## Befolkningsutveckling
Antalet invånare i kommunen Pinterville
Referens:INSEE